# Kwilcz
Kwilcz è un comune rurale polacco del distretto di Międzychód, nel voivodato della Grande Polonia.
Ricopre una superficie di 141,78 km² e nel 2004 contava 6 122 abitanti.